# Foz do Jordão
Foz do Jordão är en kommun i Brasilien.   Den ligger i delstaten Paraná, i den södra delen av landet, 1 200 km söder om huvudstaden Brasília. Antalet invånare är 5 414. Arean är 235 kvadratkilometer.
Terrängen i Foz do Jordão är kuperad åt sydväst, men åt nordost är den platt.
I omgivningarna runt Foz do Jordão växer i huvudsak städsegrön lövskog. Runt Foz do Jordão är det glesbefolkat, med 8 invånare per kvadratkilometer.